# Letoon
A Xanthos melletti Letoon (görögül: Λητώον - Lētōon) a Lükiai szövetség vallási központja volt. Letoon a törökországi Muğla tartomány Fethiye településtől 35 km-re található. Nyolc évszázadon keresztül volt Létó, Artemisz és Apollón tiszteletének szent helye.
A Ovidius Átváltozások című művében megénekelt legenda szerint Létó nimfa Zeusztól született ikreivel, Artemisszel és Apollóval Délosz szigetéről Héra haragja elől Anatóliába menekült. Ahol a szentély áll, ott Létó egy kis tó vizével szerette volna szomját oltani, de ebben a helybéliek megakadályozták, ezért békává változtatta őket.
A három, Létónak, Artemisznek és Apollónak szentelt templomot 1962 és 1965 között tárták fel Henri Metzger francia régész vezetésével. Az ásatások folyamán feltárt legjelentősebb lelet az időszámításunk előtti 337-ből származó háromnyelvű (ógörög, arámi, lük) letooni kőtábla. Ennek a leletnek rendkívüli jelentősége van a lük nyelv kutatásában. Az eredeti követ Fethiye múzeumában őrzik. 
Jelentős még a Hadrianus császár korából származó, a szent forrás felett emelt Nümphaion.
- Apolló templom
- Létó templom